# 果川警察署
果川警察署（クァチョンけいさつしょ）は、京畿地方警察庁所管の警察署である。

## 管轄区域
- 果川市

## 管轄派出所
- 果川派出所
- 別陽派出所

## 管轄治安センター
- 仙岩治安センター
- 大公園治安センター